# Apatema parodia
Apatema parodia is een vlinder uit de familie dominomotten (Autostichidae). De wetenschappelijke naam is, als Oegoconia parodia, voor het eerst geldig gepubliceerd in 1988 door Gozmany.
Deze vlinder komt voor in Europa.